# Зиакас, Теодорос
Теодорос Зиакас  (греч. Θεόδωρος Ζιάκας;1798, Мавронорос, Гревена — 1882, Аталанди, Фтиотида) — известный греческий революционер и военачальник

## Биография

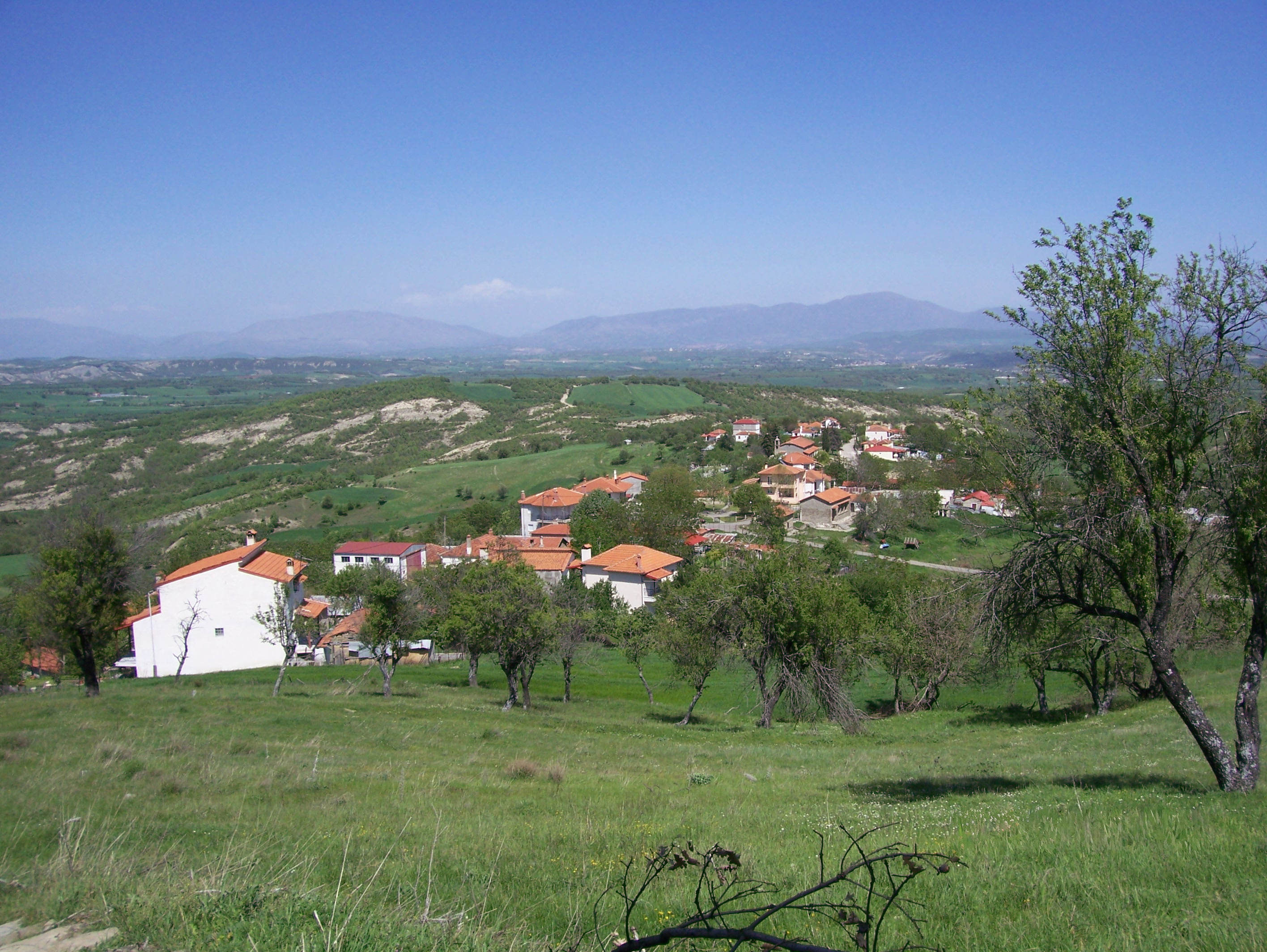
Село Мавронорос

Теодорос Зиакас родился в 1798 году в селе Макронорос (ныне в периферийной единице Гревена в периферии Западная Македония).
Принадлежал к старинному роду клефтов и арматолов.
После гибели отца «старика-Зиакаса» (γερο-Ζιάκας, Γεώργιος Ζιάκας, 1730—1810) роль вождя принял Теодорос. Согласно современному греческому историку Константину Вакалопулосу у семейства Зиакас к 1808 году под ружьём было 200 человек.
Теодорос Зиакас принял участие в в Освободительной войне 1821—1829 гг на территории Западной Македонии.
В 1826 году Мехмет-ага из Гревены обложил с войсками родовой дом Зиакаса. Брат Теодороса Яннулас погиб, сам Теодорос спасся и добрался до южной Греции. Нет подробной информации о его участии в последних двух годах Освободительной войны на юге. Через два года, в 1828 году, Зиакас вернулся в Македонию и вновь возглавил αρματολίκι — область, доверенную арматолу, но перенёс свой лагерь из Гревены в горы Пинд. Периодически укрывался на свободной греческой территории.

## В годы Крымской войны
В 56-летнем возрасте Теодорос Зиакас вернулся на родину, во главе отряда в 700 бойцов, пройдя с боями через горы Аграфа. Расположился в своей родной области Гревена, прервав здесь сообщение между Эпиром и Македонией.
Одержав ряд побед, 28 мая (1 июня) Зиакас, во главе 300 бойцов дал у села Карперон, недалеко от Гревена, свой ставший легендой бой. С той только разницей, что согласно греческим песням Македонии, он обратил вспять 12 тыс. турок и албанцев, но согласно греческим историкам, число турок и албанцев было в несколько раз меньше.
Взятие османами 27 марта (8 апреля) городка Мецовон осложнило положение повстанцев.
Решающий бой был дан 16 (28) мая у села Спилеон. На западных подступах военачальник Карамициос отбил атаку турок. Зиакас оказывал упорное сопротивление. Только после вмешательства и при посредничестве консулов Британии и Франции, Зиакас оставил Гревену и вернулся в Греческое королевство.
За ним последовали около 1 тыс. женщин и детей.
Зиакас обосновался в городе Ламия.
Теодорос Зиакас умер в городе Аталанди в 1882 году.

## Память
- Его именем в 1997 году (ΦΕΚ 244Α) названа община на его родине — Теодорос-Зьякас (Δήμος Θεόδωρου Ζιάκα), упразднённая в 2010 году (ΦΕΚ 87Α) по программе «Калликратис», ныне в составе общины Гревена[6].
- Македономах (борец за воссоединение Македонии с Грецией) Григорис Фалиреас избрал себе в начале XX века псевдоним Теодорос Зиакас.